# Guvernul Ștefan Golescu (București)
Guvernul Ștefan Golescu (București) a fost un consiliu de miniștri care a guvernat Principatul Munteniei în perioada 12 mai - 11 iulie 1861.
Guvernul Ștefan Golescu a demisionat la data de 11 iulie 1861; până la formarea noului guvern, la 19 iulie 1861, interimatele Ministerelor au fost deținute de directorii de departamente.

## Componență
- Președintele Consiliului de Miniștri

Ștefan Golescu (12 mai - 11 iulie 1861)
- Ministrul de interne

Ștefan Golescu (12 mai - 11 iulie 1861)
- Ministrul de externe

Dimitrie Bolintineanu (12 mai - 11 iulie 1861)
- Ministrul finanțelor

Constantin Bălcescu (12 mai - 11 iulie 1861)
- Ministrul justiției

Grigore Arghiropol (12 mai - 11 iulie 1861)
- Ministrul cultelor

Vasile Mălinescu (12 mai - 11 iulie 1861)
- Ministrul de război

ad-int. Colonel Istratie Sămășescu (12 mai - 11 iulie 1861)
- Ministrul controlului (Ministerul avea atribuțiile Curții de Conturi)

ad-int. Dimitrie Bolintineanu (12 mai - 11 iulie 1861)

## Articole conexe
- Guvernul Nicolae Golescu (București)
- Guvernul Ștefan Golescu (București)
- Guvernul Nicolae Golescu
- Guvernul Ștefan Golescu

## Sursă
- Stelian Neagoe - "Istoria guvernelor României de la începuturi - 1859 până în zilele noastre - 1995" (Ed. Machiavelli, București, 1995)

| Precedat(ă) de: Guvernul Barbu Catargiu (București) | Guvernul Ștefan Golescu (București) 12 mai - 11 iulie 1861 | Succedat(ă) de: Guvernul Dimitrie Ghica (București) |